# Neuville-lès-This
Neuville-lès-This är en kommun i departementet Ardennes i regionen Grand Est (tidigare regionen Champagne-Ardenne) i nordöstra Frankrike. Kommunen ligger  i kantonen Mézières-Centre-Ouest som ligger i arrondissementet Charleville-Mézières. År 2022 hade Neuville-lès-This 329 invånare.

## Befolkningsutveckling
Antalet invånare i kommunen Neuville-lès-This
Referens: INSEE